# مایر کورپوریشن
مایر کورپوریشن (انگلیسی: Meijer Corporation) شرکت خرده‌فروشی آمریکایی است، که در سال ۱۹۳۴ تأسیس شد.